# Ivan I. Albert
Ivan I. Albert (poljsko Jan I Olbracht) je bil od leta 1492 do 1501 kralj Poljske in od leta 1491 do 1498 vojvoda Głogówa, * 27. december 1459, † 17. junij 1501.

## Mladost in prihod na prestol
Ivan Albert je bil tretji sin poljskega kralja Kazimirja IV. in Elizabete, hčerke nemškega, ogrskega, hrvaškega in češkega kralja Alberta II., ki je umrl, ko je bila stara dve leti. Kot vnukinjo pokojnega cesarja Svetega rimskega cesarstva Sigismunda Luksemburškega jo je vzgojil cesar Friderik III. Habsburški. 
Ivan Albert se je kot prestolonaslednik izkazal z briljantno zmago nad Tatari pri Kopystrzynu leta 1487. Leta 1490 je ogrsko plemstvo na zboru v Rákosu razglasilo Ivana Alberta za ogrskega kralja, vendar ga je porazil njegov brat Vladislav II.  Leta 1492 je Ivan Albert po zaslugi svojega brata Friedrika, nadškofa v Krakovu in Gnieznu, nasledil svojega očeta kot poljski kralj. Friedrik je dosegel tudi Ivanovo kronanje. Izguba dohodka zaradi odcepitve Litve je Ivana postavila na milost in nemilost poljskega plemstva, ki je od njega zahtevalo posebne godnosti.

## Načrti proti Osmanskemu cesarstvu
Ivan Albert se je želel izkazati kot prvak krščanstva proti osmanskim Turkom in zdelo se je, da so mu okoliščine naklonjene. V svojem bratu Ladislavu II., ki je imel kot ogrski in češki kralj prevladujoč vpliv v srednji Evropi, je našel protiutež spletkam cesarja Maksimilijana I., ki je leta 1492 proti njemu sklenil zavezništvo z moskovskim velikim knezom Ivanom III. Vasiljevičem. Kot suveren Moldavije je imel Ivan Albert ugoden položaj za napad na Turke. Na konferenci v Leutschauu leta 1494 so se poljski in ogrski kralj ter brandenburški elektor Ivan Ciceron ob sodelovanju z moldavskim knezom Štefanom III. dogovorili za podrobnosti pohoda.
Ivan Albert je leta 1496 z velikimi težavami na Poljskem zbral vojsko 80.000 mož, vendar Poljaki niso vstopili v Moldavijo kot prijatelji, ampak kot sovražniki. Po neuspešnem obleganju Suceave  in porazu v bitki pri Cosminskem gozdu so se morali umakniti. Zdi se, da je bil eden od vzrokov za sramotni propad pohoda nepokornost šlahte, saj je Ivan Albert po vrnitvi zaplenil na stotine njihovih posestev.

## Spori s Tevtonskim viteškim redom in smrt
Ko je novi veliki mojster Tevtonskega viteškega reda Friedrich Wettin von Sachsen leta 1498 zavrnil poklon poljski kroni, ga je Ivan Albert  v to prisilil. Njegovo namero, da še bolj poniža tevtonske viteze, je preprečila njegova nenadna smrt leta 1501.

## Vir
- V. Czerny. The Reigns of Jan Olbracht and Aleksander Jagiellon. Krakov, 1882 (poljsko).

| Ivan I. Albert JagelonciRojen: 27. december 1459 Umrl: 17. junij 1501 |                         |                          |
| Vladarski nazivi                                                      |                         |                          |
| Predhodnik: Kazimir IV.                                               | Kralj Poljske 1492–1501 | Naslednik: Aleksander I. |